# Lanzarote
Lanzarote är en spansk ö i ögruppen Kanarieöarna i Atlanten som ligger 125 kilometer utanför Afrikas nordvästra kust och 1000 kilometer från den Iberiska halvön. Den ligger cirka 11 kilometer nordost om Fuerteventura och cirka en kilometer från La Graciosa. Lanzarote blev 1993 den första ö att i sin helhet bli klassad av Unesco som biosfärområde.

## Historia

### Ursprungsbefolkningen
Lanzarote har varit befolkad i omkring 2500 år. Den ursprungliga befolkningen kallades mahos och var ett berbiskt folkslag som kom dit när de emigrerade från Nordafrika. Det ursprungliga namnet på ön var Tyterogakat eller Tytheroygatra som har översatts till den brända ön efter en berbisk region i centrala Algeriet.
Mahoserna levde på getkött, fisk och frukt och de hade liten kunskap om jordbruk, stål och sjöfart. De bodde i grottor och klädde sig i getskinn och samhället var anpassat efter förutsättningarna på ön och dess begränsade resurser. De styrdes av patriarkaliska kungar, menceyes, som ärvde makten. Lanzarote var troligen den första av Kanarieöarna som bosattes och det var av fenicierna omkring 1100 f.Kr. som kom till ön då de sökte det eftertraktade röda färgämnet i laven som fanns på den norra ön.

### Antiken
De grekiska författarna och filosoferna Herodotos, Platon och Plutarkos beskrev ön som Hesperis trädgård, det fruktbara landet där frukter och blommor doftar i den delen av Atlanten. Den första kända skriften kom från Plinius den äldre i encyklopedin Naturalis Historia på en expedition till Kanarieöarna. Registreringen av namnen var Planasia/Canaria (Gran Canaria), Ninguaria (Teneriffa), Junonia Mayor (La Palma), "Pluvalia" (El Hierro) och Capraria (La Gomera).  Lanzarote och Fuerteventura nämndes som arkipelagen "Purpuröarna".

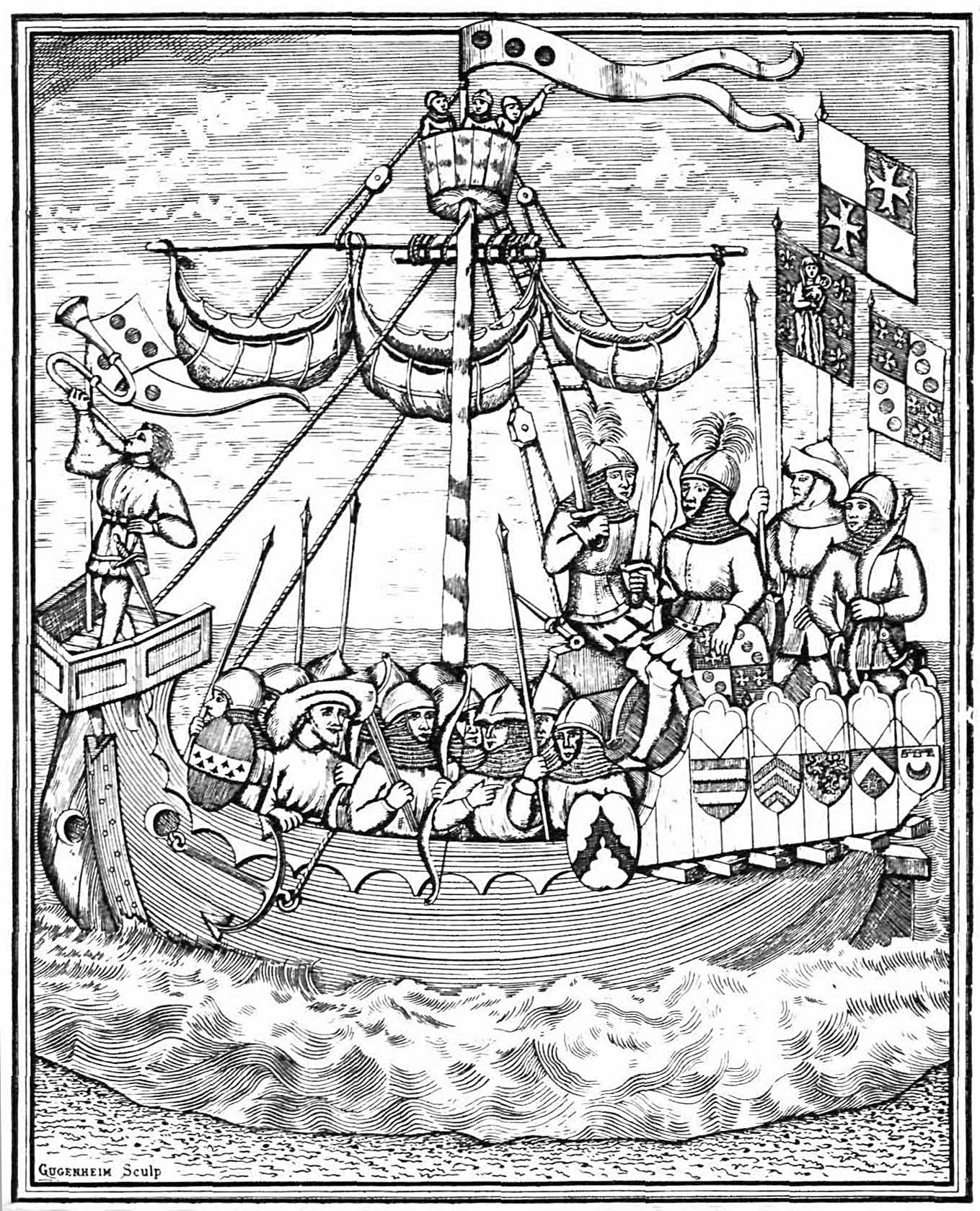
Jean de Béthencourts expedition till Kanarieöarna

### Erövringen av ön
1336 kom ett fartyg från Lissabon under ledning av Lanzarote da Framqua som var den kände sjöfararen Lancelotto Malocello och han lät bygga en fästning i området omkring Montaña de Guanapay som ligger nära Teguise.  Det första kända namnet på ön gavs av Angelino Dulcert som kallade den Insula de Lanzarotus Marocelus efter Malocello och det är från det namnet som dagens namn, Lanzarote, härstammar. Guancherna gav ön namnet Tite-Roy-Gatra vilket betyder De röda bergen.
Jean de Béthencourt kom till ön 1402 under en expedition till Kanarieöarna och med honom slaveri och råmaterial. Béthencourt hade fått Henrik III av Kastiliens tillstånd att erövra Kanarieöarna. Han lämnade La Rochelle i Normandie tillsammans med Gadifer de la Salle och 280 besättningsmän men innan de nådde Lanzarote var de bara 53 man kvar.
Han landsteg först på den norra sidan på Lanzarote där den fattiga befolkningen inte klarade av att göra motstånd. Han träffade kung Guardafia som uppmanade honom att avbryta attackerna och i utbyte får ett slott vid Costa del Rubicón. Efter att ha misslyckats med erövringen av Fuerteventura återvände han till Spanien för att hämta mer förnödenheter och besättningsmän. När han återkom till Lanzarote hade Gadifer de la Salle slagit tillbaka motståndet från den lokala befolkningen vilket hade orsakat stor förödelse och förlust av många människoliv. När erövringen av Lanzarote, Fuerteventura, El Hierro och La Gomera var genomförd så överlät han makten över Lanzarote till sin släkting Maciot de Bethencourt. Gadifer de la Salle skickades tillbaka till Spanien efter en tvist där la Salle krävde herraväldet över öarna.

### Modern historia

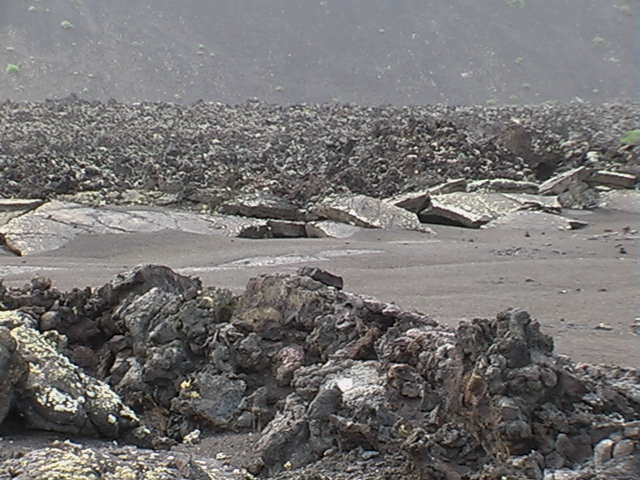
Stelnad lava i Timanfaya.

På 1700-talet intog pirater ön och skickade 1 000 invånare till slaveri i Cueva de los Verdes.
1730 drabbades ön av ett vulkanutbrott som varade i 2053 dagar och upphörde 1736. Vulkanen begravde tio städer och lavan täckte 25 procent av öns yta, den bördigaste marken och elva byar. 100 nya vulkaner hade skapats i området omkring Montañas del Fuego  (eldbergen) som har fått sitt namn av katastrofen.
1824 kom nästa vulkanutbrott i Timanfaya men var inte lika stort som det som inträffade mellan 1730 och 1736. Lanzarote drabbades av stor förödelse och en stor del av befolkningen tvingades att lämna ön. Sedan dess har landskapet utvecklats tack vare tekniken inom jordbruket och de fuktiga passadvindarna.
1768 drabbades ön av torka då ingen nederbörd föll under vintern vilket förde med sig att en stor del av befolkningen emigrerade till Kuba och Amerika.

## Geografi

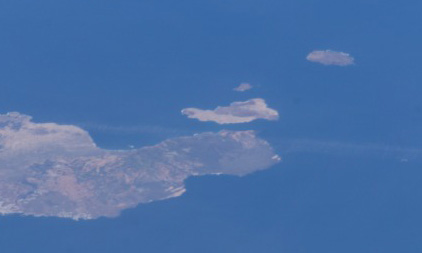
Norra delen av Lanzarote med Chinijoarkipelagen

Lanzarote är en vulkanö som skapades för omkring 20 miljoner år sedan. Alfred Wegener kom till ön 1912 och studerade ön och dess kontinentaldrift. Liksom andra öar på Kanarieöarna skapades den efter att de afrikanska och amerikanska kontinentalplattorna särades.

### Topografi
Den avlånga ön har en yta på 845,9 kvadratkilometer. Ön är 60 kilometer mellan norr och söder och 25 kilometer på det bredaste stället från öster till väster. Kustlinjen är 213 kilometer lång av vilka 10 kilometer är sand, 16,5 kilometer stränder och den återstående sträckan är berg. I det kuperade landskapet finns Famaramassivet i norr med öns högsta berg Peñas del Chache (671 m ö.h.) och Ajaches (608 m ö.h.) i söder.  Söder om Famaramassivet ligger El Jable-öknen som delar Famara med berget Montañas del Fuego som ligger i Timanfaya nationalpark.
Jameos del Agua-lagunen skapades av ett vulkanutbrott.

### Klimat

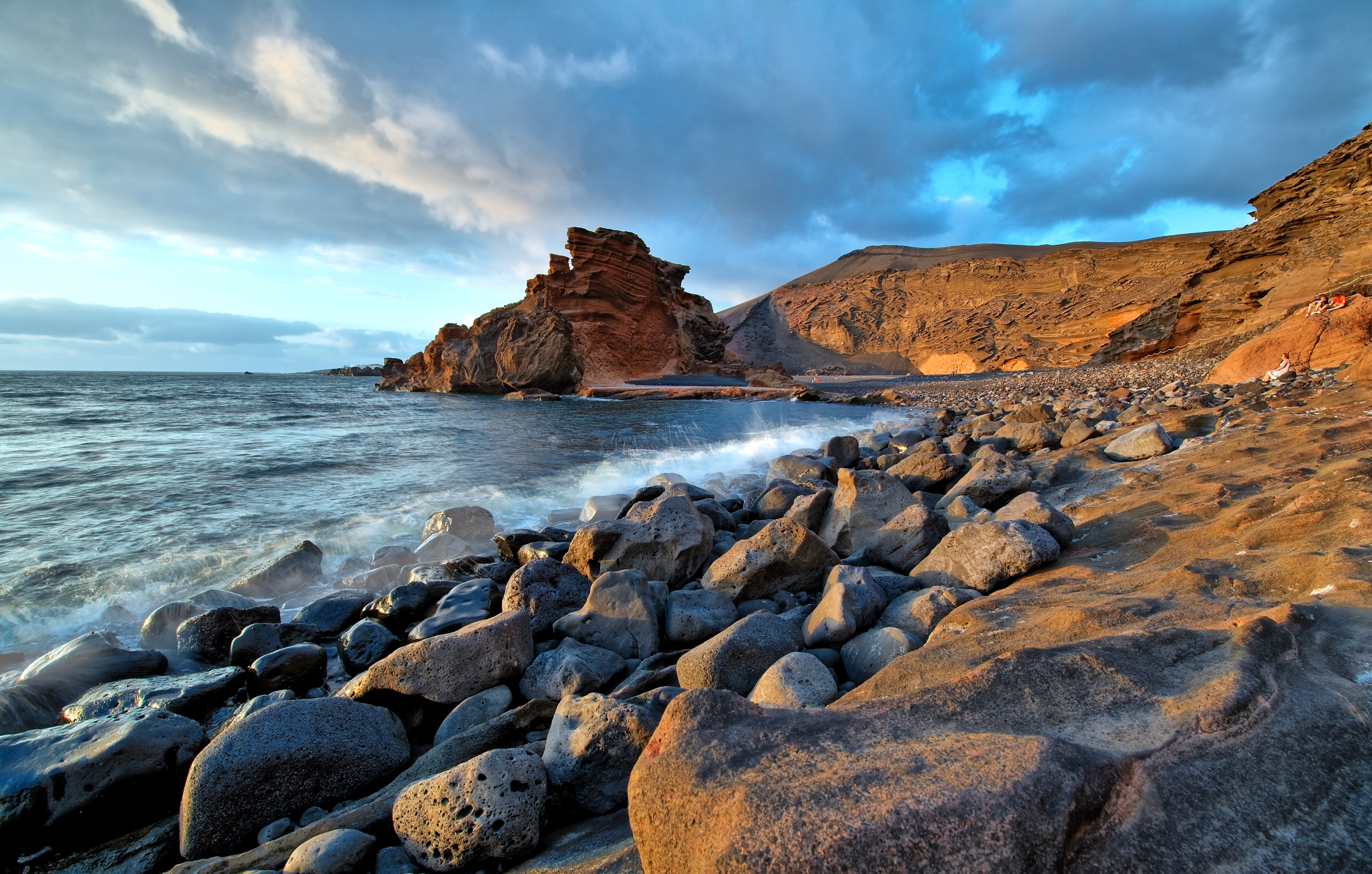
El Golfo Beach på Lanzarote

Klimatet på Lanzarote varierar mellan milda och heta temperaturer. På dagarna under sommaren är det mellan 30 och 35 grader varmt och på nätterna omkring 20 grader. Ön omges av passadvindar. Vattentemperaturen i Atlanten ligger på 22 grader under sommaren och 17 grader under vintermånaderna. Nederbörden är mellan 135 och 250 millimeter per år och det mesta faller under december och januari. Lanzarote är den torraste av Kanarieöarna och den mesta nederbörden kommer i områdena omkring Famaramassivet medan den södra delen av ön varje år drabbas av sandstormar från Sahara. Vid sådana tillfällen stiger temperaturen över 40 grader, sikten går ner till bara 100 meter och luften färgas röd och brun. Dessa partiklar kan förstöra ett flygplans jetmotor. Vinden kallas Calima av invånarna på ön.

### Flora och fauna
Det finns 500 olika växtarter på ön av vilka 17 är endemiska och 180 är lavar. Laven växer i områden som bergsklippor där den klarar att skydda sig själv. Den har hittat egna sätt att behålla sin saftighet och är den mest förekommande växtarten på ön. Bland växterna finns även palmer som Phoenix canariensis, som finns i de fuktigare områdena i norr, kanarietall Pinus canariensis, ormbunkar och olivträd (Olea europaea).  De numera sällsynta lagerskogarna finns i de högsta delarna av Risco de Famara. Efter regnen på vintern växer den färgsprakande vegetationen i februari och mars.

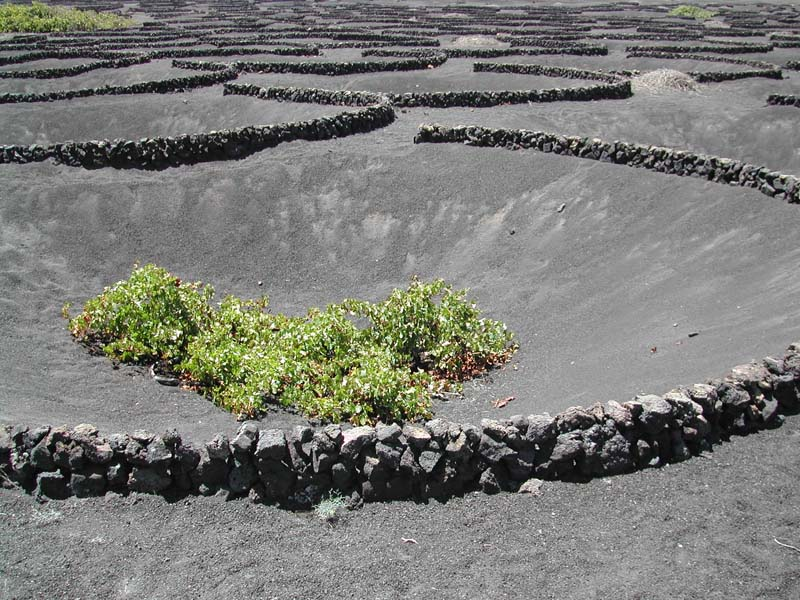
Vinodling i La Geria

Lanzarotes fauna är mer än fladdermöss och andra däggdjur som kommit med människor till ön. På ön finns bland annat dromedarer som används inom jordbruket eftersom den klarar de miljömässiga förutsättningarna på ön så bra. Dromedarerna är en av turistattraktionerna på Lanzarote. Ön har också 35 olika djurarter med fåglar, falkar, reptiler som till exempel ödlearten Gallotia antica som är unik för ön och kräftdjur i den nyupptäckta och vetenskapligt intressanta gruppen Remipedia som finns i Jameos del Agua.

### Naturskydd
Ön har klassats som ekologiskt skyddsområde av Unesco. På ön ligger Tunnel de la Atlantida ("Atlantistunneln") som är världens största underjordiska vulkaniska tunnel.
Vinodlingarna i La Geria är ett skyddat område på grund av sina traditionella produktionsmetoder där små stenar används för att skydda vinplantorna från vinden. Vinodlingarna är liksom många andra platser med på Unescos världsarvslista.

## Styre och politik

### Administrativ indelning
1927 blev Lanzarote liksom Fuerteventura en del av provinsen Las Palmas. Ön är indelad i sju kommuner:
- Arrecife
- Haría
- San Bartolomé
- Teguise
- Tías
- Tinajo
- Yaiza

De närliggande öarna Alegranza, Graciosa, Montaña Clara, Roque del Este och Roque del Oeste tillhör kommunen Teguise.
Öns styre (cabildo insular) har sitt säte i Arrecife som har 47 100 invånare (2004).

## Ekonomi och infrastruktur

### Näringsliv

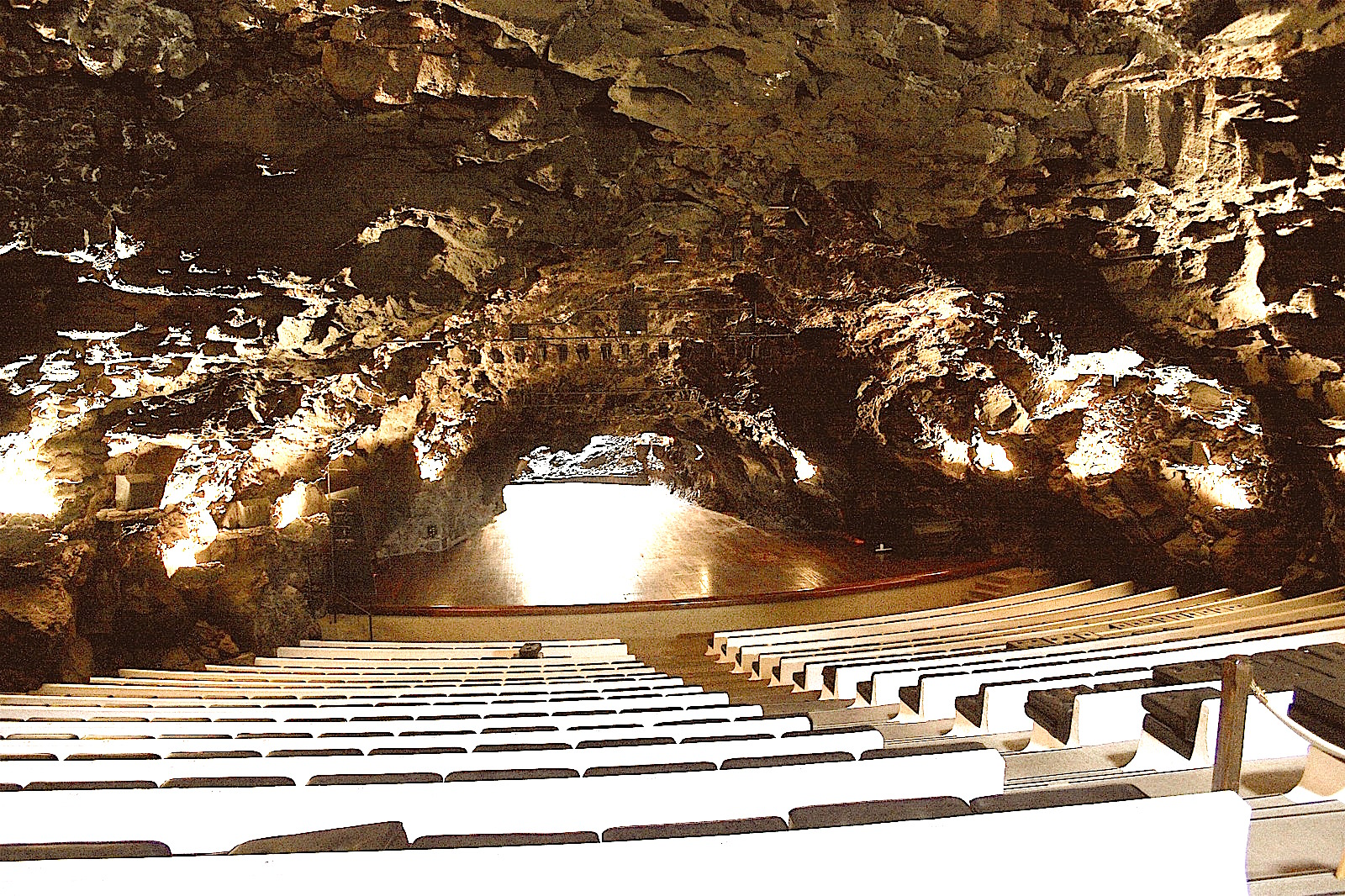
Jameos Del Agua, konsertsal som César Manrique uppförde i en grotta.

Under den andra halvan av 1700-talet började produktionen och exporten av tomater, och malvasíavin.
Konstnären och arkitekten César Manrique (1919-1992) anses vara den som har haft störst betydelse för utvecklingen av Lanzarotes ekonomi. Han uppförde en rad sevärdheter på ön utan att påverka landskapet negativt och hans insatser bidrog till att öka arbetstillfällena inom byggsektorn. Han fick stort inflytande över byggstilen, låga vita hus. 

#### Turism
Turismen har varit huvudnäringen i öns ekonomi sedan 1950-talet. Bland övriga stora näringar finns jordbruket. Immigrationen har ökat och de flesta människor som flyttar till ön kommer från den europeiska kontinenten.
Bland intressanta platser hittas:
- El Golfo crater
- Timanfaya (nationalpark)
- Salinas del Janubio
- Jameos del Agua
- Los Hervideros
- Mirador del Rio
- Cueva de los Verdes
- Puerto del Carmen
- La Gería
- Jardín de Cactus

### Infrastruktur

#### Transporter
Lanzarote har en egen internationell flygplats, Lanzarotes flygplats som har ca 5,5 miljoner resenärer varje år.[källa behövs]

## Kända personer
En av de mest kända personerna på Lanzarote var konstnären César Manrique. Även den portugisiske nobelpristagaren i litteratur José Saramago har levt på ön.